# Фрідріх-Александр Бузе
Фридрих-Александр Бузе (нім. Friedrich Alexander Buhse; *30 листопада 1821, Рига — †29 грудня 1898) — латвійський ботанік часів Російської імперії. Дослідник флори Ірану. 

## Біографія
Дослідник флори Ірану. Опублікував, спільно з П'єром Едмоном Буасьє, «Перелік рослин, зібраних в поїздці через Закавказзя і Персію» (нім. «Aufzählung der auf einer Reise durch Transkaukasien und Persien gesammelten Pflanzen»; 1860). За припущенням Д. М. О'Донохью, саме ця праця і була тією самою книгою з ілюстраціями про подорож до Персії, яку розірвав, будучи дитиною, Зигмунд Фрейд і яка згадується в знаменитому «Сні про ботанічну монографію» в книзі Фрейда «Тлумачення сновидінь»:
|  | Мій батько жартома віддав мені і моїй сестрі книгу з таблицями в малюнках (опис подорожі до Персії) і велів нам її розірвати. З педагогічної точки зору це навряд чи було розумно. Мені в той час було п'ять років, а сестрі три роки, і цей епізод, коли ми, діти, з радістю распотрошили книгу, майже єдиний, що закарбувався в моїй пам'яті з цього періоду життя. |

## Ботанічнітаксони, названі на честь Бузе
- Buhsia Bunge — рід з родини Каперсові (Capparaceae).
- Tulipa buhseana Boiss. — Тюльпан Бузе: вид, що росте в Середній Азії.

## Рослини, описані Бузе
- Цикламен кавказький (Cyclamen elegans Boiss. Et Buhse) (Syn. Cyclamen coum subsp. Elegans (Boiss. Et Buhse) Grey-Wilson)
- Oxytropis szovitsii Boiss. et Buhse